# Robot Rascals
Robot Rascals, sottotitolato A Zany Scavenger Hunt soltanto sullo schermo, è un videogioco di strategia a turni pubblicato nel 1986-1987 per Apple II, Commodore 64 e MS-DOS dalla Electronic Arts. La Ariolasoft, distributore europeo, pubblicò anche una versione in tedesco per Commodore 64. Il gioco è una caccia al tesoro futuristica effettuata da robot ed è un incrocio tra videogioco e gioco di carte, in quanto pensato unicamente per il multigiocatore (fatto molto insolito a quei tempi nei giochi per computer) e per l'utilizzo con apposite carte incluse nella confezione.
Venne progettato principalmente da Dan Bunten e sviluppato dalla Ozark Softscape, allora nota per i successi M.U.L.E. e The Seven Cities of Gold. Robot Rascals fu generalmente apprezzato dalle riviste di settore, ma secondo Bunten le vendite furono deludenti, probabilmente a causa della mancanza della modalità giocatore singolo e della particolarità del genere.

## Modalità di gioco
Possono partecipare da due a quattro giocatori e ciascuno controlla a turno il proprio robot, con l'obiettivo di trovare una serie di oggetti nascosti sulla superficie del pianeta Laustenfownd (che in inglese suona come lost and found, "oggetti smarriti") e ritornare alla base con tutti gli oggetti richiesti, prima che ci riescano gli avversari.
Si può scegliere tra 10 tipi di robot con aspetto e animazioni molto variabili, in grado di muoversi sulla terraferma con gambe, ruote o cingoli, ma senza differenze evidenti nelle prestazioni. Si può variare il livello di energia per turno di ciascun robot per avvantaggiare o svantaggiare certi giocatori; il gioco era infatti pensato anche per le famiglie.
Gli oggetti che ciascun giocatore deve trovare vengono determinati a inizio partita pescando quattro carte coperte a testa da un vero mazzo. Ogni carta raffigura uno di questi oggetti, che sono spesso assurdità come il "chip di cioccolata" o l'"insalata di silicio". In tutto il mazzo ci sono 12 oggetti neutri, 6 positivi, 6 negativi e 4 carte speciali. Gli oggetti positivi e negativi hanno specifici effetti sul proprio robot quando sono in suo possesso.
L'area di gioco è un grande quadrato disabitato e comprende vari tipi di terreno: pianure, foreste, montagne, paludi e laghi, con diversi effetti di rallentamento del movimento e di rischio di danni ai robot. Le immediate vicinanze del robot vengono mostrate dall'alto, con scorrimento in tutte le direzioni, in una piccola finestra al centro dello schermo, mentre una minimappa sulla sinistra mostra l'intera area.
A ogni turno il robot ha a disposizione una certa quantità di energia, rappresentata da un indicatore a barra. L'energia viene consumata per spostarsi, per effettuare scansioni alla ricerca di uno specifico oggetto, e per viaggiare tra cinque stazioni di teletrasporto sparse sulla mappa. Il turno termina quando si esaurisce l'energia o quando lo decide il giocatore; se è avanzata dell'energia, la si può spendere per attivare uno scudo protettivo durante il turno degli avversari, oppure accumularla per il turno successivo.
Le scansioni indicano la direzione approssimativa (solo orizzontale o verticale) in cui si trova l'oggetto, selezionato tra tutti quelli esistenti. Il robot gira brevemente su sé stesso durante la scansione, e la velocità di rotazione è proporzionale alla vicinanza dell'oggetto. Gli oggetti sono comunque invisibili sulla mappa, ma se si scansiona un oggetto quando è abbastanza vicino, viene automaticamente raccolto.
Si possono anche rubare gli oggetti posseduti dagli avversari, andando a sbattere contro i loro robot, che durante i turni altrui sono immobili. Se però l'avversario ha attivato lo scudo protettivo, bisogna abbatterlo prima di poter rubare un oggetto; ogni scontro ha una certa probabilità di ridurre lo scudo di un livello.
All'inizio di ogni turno si verifica un evento casuale che influenza tutti i giocatori e resta in vigore per tutto il giro, ad esempio tutti hanno più energia o i laghi si prosciugano. Inoltre, all'inizio del proprio turno ciascun giocatore pesca una cosiddetta "carta della fortuna" da un altro mazzo distinto. Le carte della fortuna sono di 7 tipi e hanno effetti immediati sulle carte degli oggetti, ad esempio scambiare una carta tra i giocatori o pescarne e scartarne una dal mazzo, modificando così l'obiettivo del giocatore.
Le partite si possono giocare a tre livelli di difficoltà che influenzano vari fattori del videogioco, e il manuale suggerisce anche le relative variazioni riguardanti i mazzi di carte. Ai due livelli superiori, in particolare, i robot possono subire casualmente danni, soprattutto sul terreno accidentato, che ne riducono le prestazioni e si possono riparare ritornando alla base di partenza.